# Hospital d’Olot i Comarcal de la Garrotxa
L'Hospital d'Olot i Comarcal de la Garrotxa, també conegut com a l'Hospital d'Olot per trobar-se en aquesta ciutat, és una entitat privada prestadora de serveis públics en l'àmbit del Sistema sanitari integral d'utilització pública de Catalunya (SISCAT).

## Història
L'origen de la institució es remunta a la dècada del 1310 quan apareixen les primeres referències de l'Hospital Sant Jaume, dedicat a aquest sant com molts altres hospitals pelegrins de l'època medieval. S'ubicava al barri vell, a l'actual biblioteca Marià Vayreda. Gràcies a les donacions i llegats dels ciutadans, a més de les rendes pròpies, aquest va substituir al llarg dels segles fins a canviar d'emplaçament traslladant-se a l'edifici renaixentista del carrer de Sant Rafel al segle xvi. A mitjans del segle xix l'Ajuntament d'Olot es fa càrrec de la gestió de l'Hospital i és el 1980 quan la Generalitat aprofita la Xarxa d'Hospitals locals, com el Sant Jaume, per estructurar el sistema sanitari català.
Finalment, el 2014 l'Hospital Sant Jaume es converteix en l'Hospital d'Olot i Comarcal de la Garrotxa, en una nova situació i en un modern edifici. Disposa d'una superfície de més de 27.000 m2, tres vegades més gran que l'anterior, i amb capacitat per donar servei a 60.000 persones.